# Leo Pettersson
Leo Pettersson (6 de agosto de 2003) es un deportista sueco que compite en tiro con arco, en la modalidad de arco desnudo. Ganó dos medallas de oro en el Campeonato Europeo de Tiro con Arco en Sala de 2022, en las pruebas individual y por equipo.

## Palmarés internacional
| Campeonato Europeo en Sala | Campeonato Europeo en Sala | Campeonato Europeo en Sala | Campeonato Europeo en Sala |
| Año                        | Lugar                      | Medalla                    | Prueba                     |
| -------------------------- | -------------------------- | -------------------------- | -------------------------- |
| 2022                       | Laško (Eslovenia)          | Medalla de oro             | Individual                 |
| 2022                       | Laško (Eslovenia)          | Medalla de oro             | Equipo                     |